# 勇士足球會
勇士足球會（Warriors F.C.），前稱新加坡武裝部隊，是新加坡職業足球聯賽的一支职业足球队。

## 球队状况
球队隸屬新加坡國防部管理，昵称是“勇士”，吉祥物是犀牛，主场是位于新加坡西部蔡厝港的蔡厝港体育场。
勇士是新加坡联赛的传统强队之一，先後奪得過9次新加坡職業足球聯賽冠軍（1997年、1998年、2000年、2002年、2006年、2007年、2008年、2009年、2014年），联赛战绩长期稳居四甲。2009賽季，球隊在亞冠聯賽外圍賽中脫穎而出，成為第一支晉級亞冠小組賽階段的新加坡球會。
2019年底，勇士被指财政状况堪忧，遭新加坡足球协会褫夺2020赛季联赛及杯赛参赛资格。

## 球队荣誉

### 聯賽戰績
- 2019年 - 第七名
- 2018年 - 第五名
- 2017年 - 第五名
- 2016年 - 第七名
- 2015年 - 第五名
- 2014年 - 冠軍
- 2013年 - 第七名
- 2012年 - 第七名
- 2011年 - 季軍
- 2010年 - 第四名
- 2009年 - 冠軍
- 2008年 - 冠軍
- 2007年 - 冠軍
- 2006年 - 冠軍
- 2005年 - 亞軍
- 2004年 - 第四名
- 2003年 - 季軍
- 2002年 - 冠軍
- 2001年 - 亞軍
- 2000年 - 冠軍
- 1999年 - 季軍
- 1998年 - 冠軍
- 1997年 - 冠軍
- 1996年 - 亞軍 (上半季: 第四名; 下半季: 第一名; 在總決賽中1-2輸給芽笼联)

### 新加坡盃戰績
- 2019年 - 亚軍
- 2018年 - 半準決賽
- 2017年 - 第一輪
- 2016年 - 第一輪
- 2015年 - 半準決賽
- 2014年 - 第一輪
- 2013年 - 第一輪
- 2012年 - 冠軍
- 2011年 - 半準決賽
- 2010年 - 第一輪
- 2009年 - 第一輪
- 2008年 - 冠軍
- 2007年 - 冠軍
- 2006年 - 半準決賽
- 2005年 - 半決賽
- 2004年 - 半準決賽
- 2003年 - 第一輪
- 2002年 - 半準決賽
- 2001年 - 季軍
- 2000年 - 季軍
- 1999年 - 冠軍
- 1998年 - 季軍
- 1997年 - 冠軍

### 新加坡聯賽盃戰績
- 2017年 - 亚军
- 2016年 - 小组赛
- 2015年 - 小组赛
- 2014年 - 小组赛
- 2013年 - 小组赛
- 2012年 - 準決賽
- 2011年 - 半準決賽
- 2010年 - 半準決賽
- 2009年 - 季軍
- 2008年 - 半準決賽
- 2007年 - 未參加

### 新加坡足總盃戰績
- 1997年 - 亞軍

### 亞足聯冠軍聯賽
- 2015年 - 资格賽
- 2009年 - 小組賽
- 2010年 - 小組賽

在1996年新加坡职业足球联赛形成前军团队就是新加坡国家联赛最高级别联赛的球队曾经夺得过1978年、1981年和1986年的联赛冠军和 1975年、1984年、1986年的新加坡总统杯冠军。

## 当前阵容
至2006年9月15日為止
註釋：國旗表示球員在國際足聯資格規則定義的國家隊。球員可能擁有一個以上非國際足聯國籍。
| 號碼 |          | 位置 | 球員                     |
| ---- | -------- | ---- | ------------------------ |
| 1    | 新加坡   | 门将 | Toh Guo'An杜高安         |
| 2    | 新加坡   | 后卫 | Faizal Abdul Hamid夏費實 |
| 3    | 日本     | 后卫 | 新井健二                 |
| 4    | 新加坡   | 后卫 | Hafiz Osman夏奧文        |
| 5    | 新加坡   | 后卫 | Faizal Aziz艾費崇        |
| 6    | 新加坡   | 后卫 | Ishak Zainol易西諾       |
| 7    | 新加坡   | 后卫 | Razif Mahamud麥律司      |
| 8    | 泰国     | 中场 | 查伊曼·瑟德萨克          |
| 9    | 澳大利亚 | 前锋 | 阿历山大·杜历杜阿倫      |
| 10   | 英格兰   | 中场 | 约翰·韦健逊莊維健        |
| 11   | 新加坡   | 前锋 | Farizal Basri巴發三      |
| 12   | 新加坡   | 门将 | Norazmi Hassan夏諾美     |
| 13   | 新加坡   | 门将 | Shahril Jantan陳沙利     |
| 14   | 新加坡   | 后卫 | Ali Imran Lomri羅伊蘭    |
| 15   | 新加坡   | 前锋 | Ashrin Shariff陳利榮     |
| 16   | 新加坡   | 中场 | Mustaqim Manzur文門劍    |
| 17   | 新加坡   | 中场 | Noor Ali羅阿爾           |
| 18   | 新加坡   | 后卫 | Shaiful Esah易沙虎       |